# Aloconota insecta
Aloconota insecta – gatunek chrząszcza z rodziny kusakowatych i podrodziny rydzenic.

## Taksonomia
Gatunek ten opisany został po raz pierwszy w 1856 roku przez Carla Gustafa Thomsona pod nazwą Homalota insecta.

## Morfologia
Chrząszcz o wydłużonym ciele długości od 3,8 do 4,5 mm, tężej zbudowany niż A. sulcifrons. Oczy w widoku górnym są znacznie krótsze od niekompletnie obrzeżonych listewkowato skroni. Czułki są chudsze niż u A. subgrandis, a przedostatni ich człon jest ledwo dostrzegalnie poprzeczny. Przedplecze jest wyraźnie szagrynowane i gęsto punktowane, nieco bardziej połyskujące niż u A. subgrandis. Na linii środkowej przedplecza owłosienie jest skierowane ku tyłowi w części przedniej, a ku przodowi w części tylnej. Pokrywy są o ⅔ szersze niż przedplecze, a mierzone wzdłuż szwu trochę od niego dłuższe. Ich powierzchnia punktowana jest gęsto i dość drobno, drobniej i gęściej niż u A.sulcifrons. Owłosienie w wewnętrznych połowach pokryw kieruje się bardziej na zewnątrz niż ku tyłowi. Stopy tylnej pary mają człon pierwszy znacznie dłuższy od drugiego, ale wyraźnie krótszy niż drugi i trzeci razem wzięte. Odwłok ma równoległe w zarysie boki. Trzy pierwsze jego tergity są gęsto punktowane, a czwarty ma punktowanie tylko nieznacznie bardziej rozproszone od poprzedniego. U podstawy czwartego tergitu brak jest poprzecznego wcisku. U samca piąty tergit wyposażony jest w wyraźny, podłużny wzgórek, a szósty odznacza się obecnością czterech ząbków na tylnej krawędzi.

## Ekologia i występowanie
Gatunek palearktyczny. W Europie znany jest z Azorów, Portugalii, Irlandii, Wielkiej Brytanii, Francji, Belgii, Luksemburga, Holandii, Niemiec, Szwajcarii, Austrii, Włoch, Danii, Szwecji, Norwegii, Finlandii, Estonii, Polski, Czech, Słowacji, Węgier, Bułgarii, Bośni i Hercegowiny, Grecji i europejskiej części Rosji. W Afryce Północnej podawany jest z Maroka. W Azji wykazany został z syberyjskiej części Rosji, Gruzji, Azerbejdżanu i Mongolii. Północna granica zasięgu przebiega w okolicy 70° szerokości geograficznej.
Na „Czerwonej liście gatunków zagrożonych Republiki Czeskiej” umieszczony jest jako gatunek narażony na wymarcie (VU).